# سون هلمبری
سِـوِن هُلمبری (سوئدی: Sven Holmberg؛ ‏ ۹ فوریهٔ ۱۹۱۸ – ۱ آوریل ۲۰۰۳) بازیگر اهل سوئد بود.
از فیلم‌ها یا سریال‌های تلویزیونی که وی در آن نقش داشته‌است، می‌توان به ملوانان، امیل و خوک، آوگوست استریندبری: یک عمر و به خودت بیا، عزیزم! اشاره کرد.